# 炸牛排

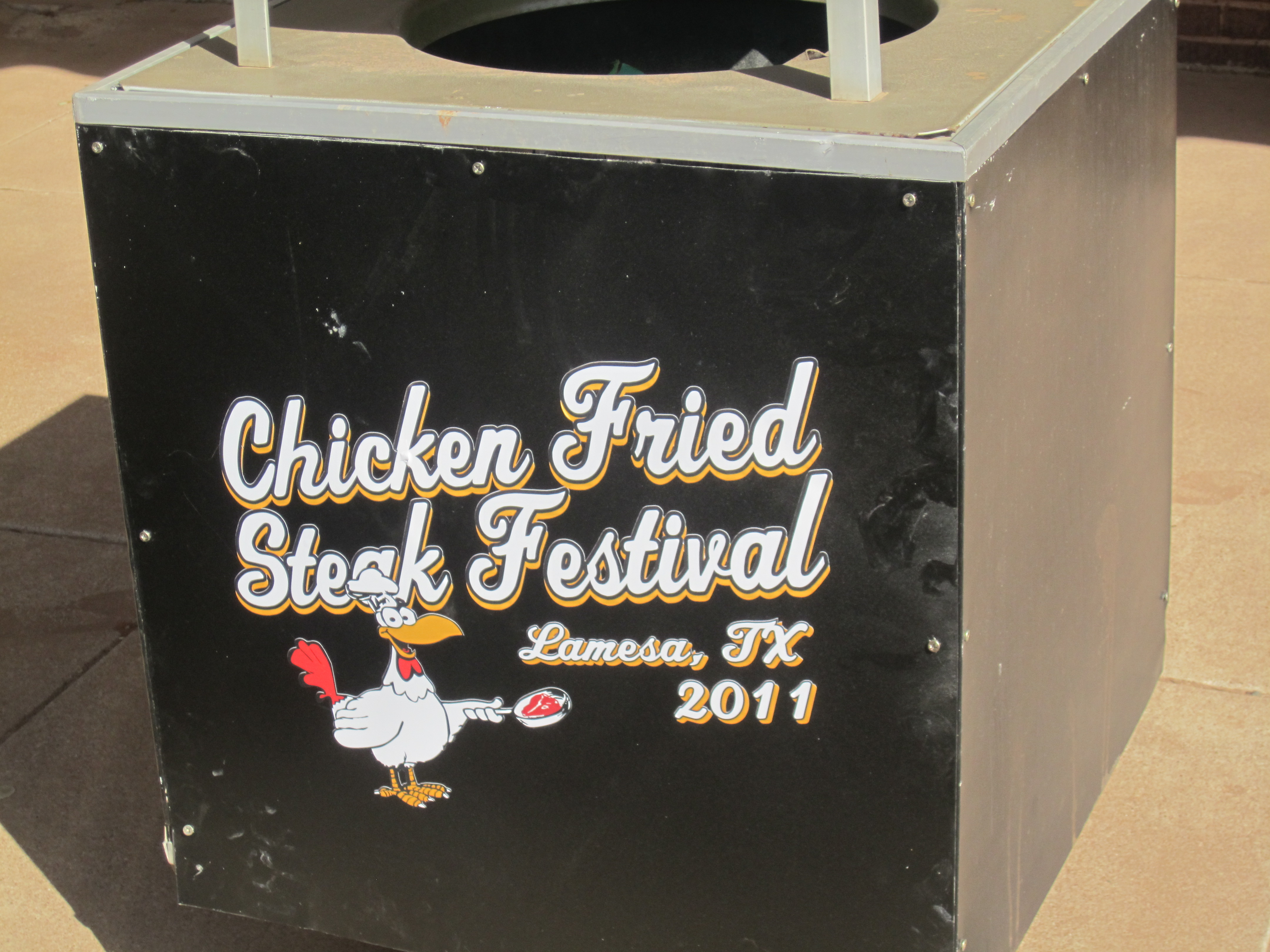
德州拉米薩每年都會舉辦炸牛排的慶祝活動。

炸牛排（也稱鄉村炸牛排）是一種將牛排（拍打過的後臀尖肉）裹上調味麵粉後油炸的美式菜餚。與美國南方菜有很深的關聯。
炸牛排類似奧地利的維也納炸牛排，以及美義料理中的米蘭豬排，拍打過的小牛肉或豬肉片裹上麵粉、蛋以及麵包粉，再油炸。也類似蘇格蘭的「collops」。

## 歷史
這道菜確切的起源不明，但有很多資料指出也許是19世紀德州的德國和奧地利移民發明的，這些德、奧移民將維也納炸牛排的食譜自歐洲帶到美國。 位於南普蘭斯（South Plains）的拉米薩是道生郡郡治，宣稱是炸牛排的發源地，因此每年都會舉辦炸牛排慶典。
瑪莉‧藍道夫（Mary Randolph）所著，1838年出版的《The Virginia Housewife》中有一份小牛肉排食譜，算是最早的類似炸牛排的食物。現代的炸牛排食譜，收錄於各地烹飪書的時間，大約是在十九世紀晚期。 牛津英語詞典裡最早出現的炸牛排一詞，是取自科羅拉多泉《Gazette》報紙，於1914年6月19日發布的餐廳廣告。
1943年的一本美國食譜中，記載了搭配鹽與胡椒奶油白色肉汁的維也納炸牛排。
炸牛排於1988年被列入奧克拉荷馬州的代表性餐點。

## 烹調
取薄片牛排，用拍打、槌打或叉子戳以軟化斷筋。浸在加蛋的麵糊和／或沾滿加了鹽、胡椒和其它調味料的麵粉（稱為裹粉）。之後用淺鍋煎炸，而油炸較少見。餐廳以炸雞式（chicken fried ）稱呼油炸的牛排，而以鄉村式 （country fried）稱呼用平底鍋煎的牛排。傳統炸油使用奶油、豬油或其它酥油，近年來由於有健康疑慮，因此大部分改用植物油取代酥油。
炸牛排選用的牛肉部位較便宜也比較少人愛吃，例如牛肩、腿肉，有時會用腹肉。也可以用碎牛肉、絞肉或臀尖肉做炸牛排。用牛絞肉做的炸牛排有時稱為「chuckwagon」。 炸牛排通常在午餐或晚餐食用，澆有奶油肉汁，配菜是馬鈴薯泥、蔬菜與比司吉。炸牛排在中西部則常見於早餐，搭配吐司和薯餅。
炸牛排可以夾入漢堡麵包；也可以切丁後塞進烤馬鈴薯，搭配肉汁和起司；也可以切條裝在籃子裡薯條及肉汁一起吃，稱為「steak fingers」。

## 種類

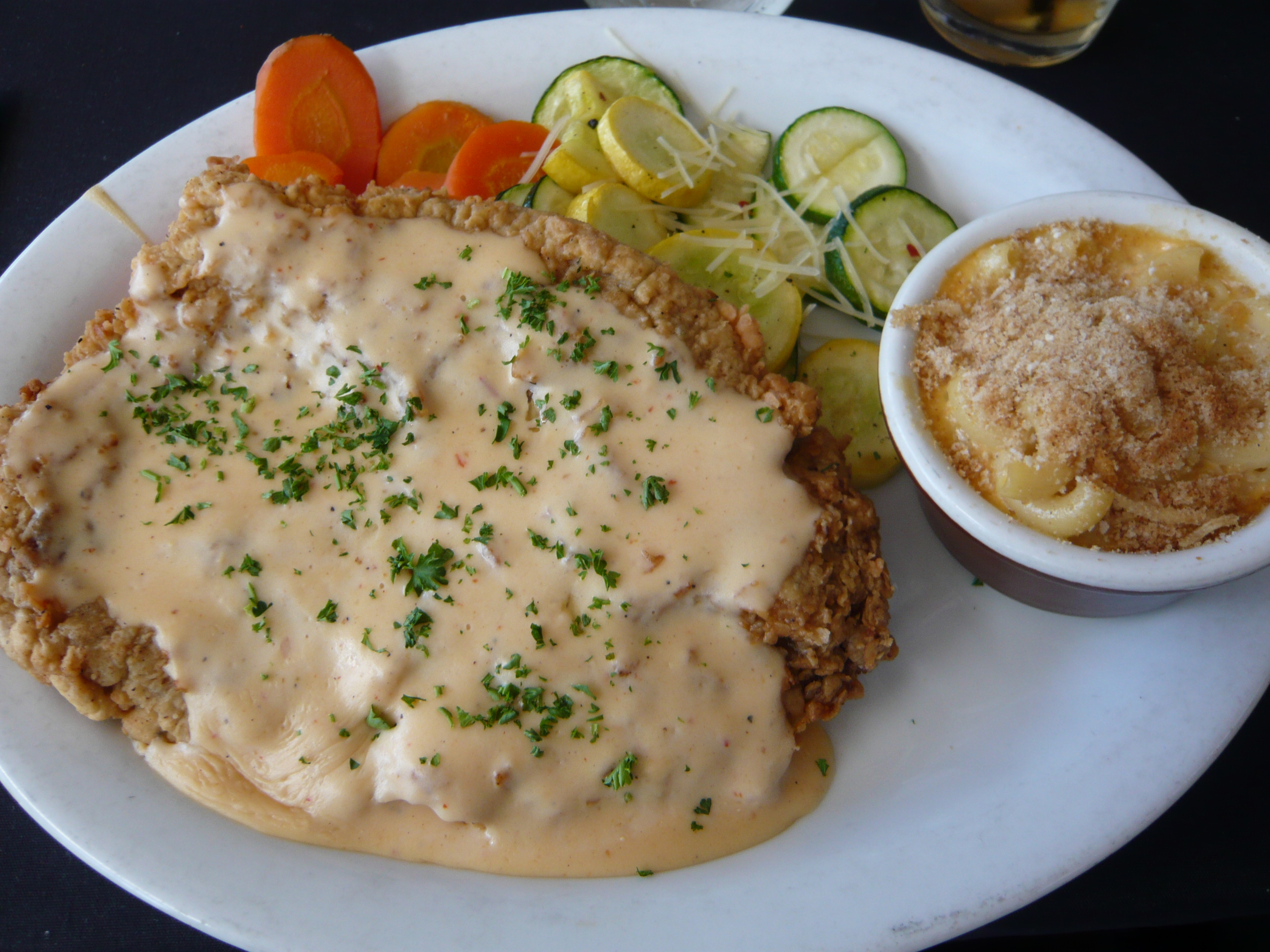
炸牛排配墨西哥辣椒奶油肉汁

德州及鄰近的州，會用較多的油在平底鍋中煎炸牛排，再配上傳統的胡椒牛奶肉汁。 在其他州有時候會稱作鄉村炸牛排，菜餚內容有地區差異。有的會用棕色肉汁，有時則是用少量油在平底鍋煎熟，或將牛排在肉汁裡燉煮。某些地區的鄉村牛排可能是指索爾斯伯利牛排，碎牛肉或絞肉做的牛肉餅配棕色肉汁食用。
可以用其它肉類，例如很多餐廳常見的炸雞排，就是用無骨雞胸肉排代替牛排。由於使用去骨雞肉，因此與一般的炸雞不同，依照炸牛排的作法烹調。
無骨豬排中段和水牛排都可以這樣烹調。